# Афанасьєв Олександр (військовий інженер)
Афана́сьєв Олекса́ндр — російський військовий інженер. У 1770-х роках брав участь у створенні Катеринослава І при злитті річок Кільчень й Самара — першому місці сучасного міста Дніпра.
У 1771 році виконав геодезичну зйомку місцевості для розбивки кварталів.